# Пахнутцев шлях

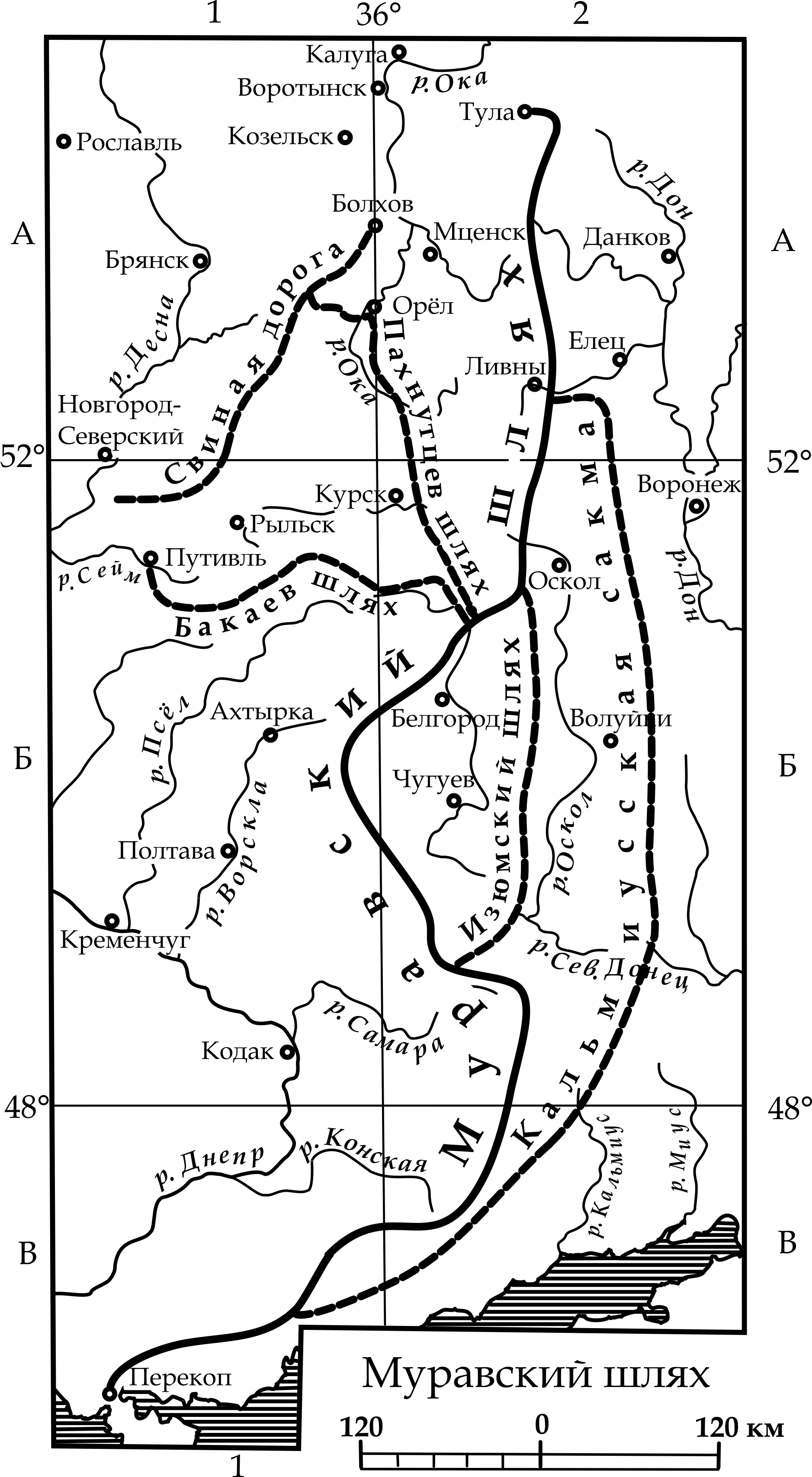
Схема основных путей крымско-ногайских набегов.

Пахнутцев или Пахнуцкий шлях — один из исторических путей (шлях, сакма) крымско-ногайских набегов на Русь, ответвление Муравского шляха. 
Пахнутцев шлях начинался у так называемого Думчего кургана у истоков Северского Донца, Псла и Донецкой Сеймицы (сегодня это территория Прохоровского района Белгородской области). Здесь была развилка степных дорог. Главная отходила на восток, где у верховьев Сейма Муравский шлях соединялся с Изюмским.в северо-западном направлении к городу Орлу и верховьям Оки шёл Пахнутцев шлях. В районе Кром он переходил в Свиную дорогу, которая вела на Болхов.
Пахнутцев шлях упомянут в Книге Большому чертежу. По одной из версий, его название связано с именем преподобного Пафнутия Боровского.
В 1571 году Пахнутцев шлях был использован крымским ханом Девлет I Гиреем для форсирования Оки в нижнем течении во времена похода на Русь, приведшего к пожару Москвы.